# Pavo (Geórgia)
Pavo é uma cidade localizada no estado americano de Geórgia, no Condado de Brooks e Condado de Thomas.

## Demografia
Segundo o censo americano de 2000, a sua população era de 711 habitantes.
Em 2006, foi estimada uma população de 710, um decréscimo de 1 (-0.1%).

## Geografia
De acordo com o United States Census Bureau tem uma área de
4,6 km², dos quais 4,6 km² cobertos por terra e 0,0 km² cobertos por água. Pavo localiza-se a aproximadamente 78 m acima do nível do mar.

## Localidades na vizinhança
O diagrama seguinte representa as localidades num raio de 24 km ao redor de Pavo.